# Ievhen Haceridi
Ievhen Hrîhorovîci Haceridi (în ucraineană Євген Григорович Хачеріді; n. 28 iulie 1987, Melitopol, RSS Ucraineană, URSS) este un fotbalist ucrainean aflat sub contract cu Dinamo Kiev.